# Aeroporto de Unalakleet
O Aeroporto de Unalakleet (IATA: UNK, ICAO: PAUN) é um aeroporto público de propriedade estatal localizado a uma milha náutica (2 km) ao norte do distrito comercial central de Unalakleet, Alasca, Estados Unidos.

## Histórico
O Aeroporto de Unalakleet cobre uma área de 5.837 acres (2.362 ha) a uma altitude de 21 pés (6 m) acima do nível médio do mar. Tem duas pistas de asfalto: 15/33 medindo 5.900 x 150 pés (1.798 x 46 m) e 8/26 medindo 1.900 x 75 pés (579 x 23 m).

## Serviços
A Bering Air [en], Ravn Alaska [en], Ryan Air Services [en] e a Northern Air Cargo voam para Unalakleet com destinos para:
- Elim
- Golovin
- Koyuk
- Nome
- São Miguel [en]
- Shaktoolik
- Stebbins
- White Mountain
- Anchorage

## Acidentes
- 2 de junho de 1990: um Boeing 737-2X6C, prefixo N670MA, operando o Voo MarkAir 3087, do Aeroporto Internacional de Anchorage para o Aeroporto de Unalakleet caiu durante a aproximação. Todos os 4 tripulantes a bordo sobreviveram.[4]